# Amazon Route 53
Az Amazon Route 53 az Amazon.com Amazon Web Services platform része, amely skálázható, nagy rendelkezésre állású DNS szolgáltatást biztosít. A név a DNS szerverek által használt 53-as TCP vagy UDP portra utal. Amellett, hogy különböző AWS szolgáltatásokra, mint például az EC2-re tud forgalmat irányítani, a Route 53 képes nem Amazon infrastruktúrát is használni. A Route 53 szerverei a föld több pontján elosztva találhatóak meg.

## Támogatott DNS rekordok
A Route 53 a következő DNS rekordokat támogatja:
- A
- AAAA
- CNAME
- MX
- NS
- PTR
- SOA
- SPF
- SRV
- TXT

A fentieken kívül a Route 53 rendelkezik egy saját "Alias" nevű rekord-típussal is.

## Fordítás
Ez a szócikk részben vagy egészben  az   Amazon Route 53 című angol Wikipédia-szócikk fordításán alapul.  Az eredeti cikk szerkesztőit annak laptörténete sorolja fel. Ez a jelzés csupán a megfogalmazás eredetét és a szerzői jogokat jelzi, nem szolgál a cikkben szereplő információk forrásmegjelöléseként.